# Инновационный процесс
Инновацио́нный проце́сс — это процесс последовательного превращения идеи в новый товар или услугу.
Инновационный процесс можно разделить на две основные стадии: первая стадия (она самая продолжительная) включает в себя научные исследования и конструкторские разработки, вторая стадия представляет собой жизненный цикл продукта. 
Для моделирования инновационного процесса часто применяются различные модели инновационного цикла. 

## Научные исследования и конструкторские разработки

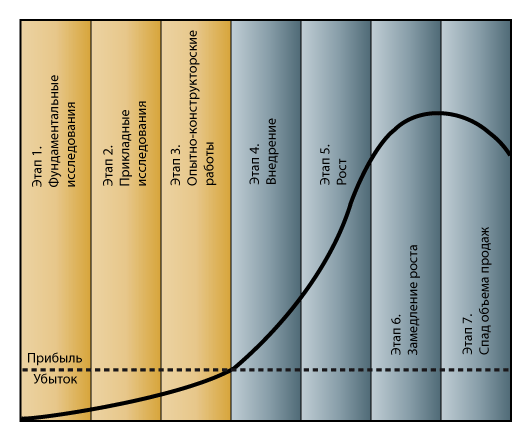
Этапы инновационного процесса

В зависимости от сложности инновационного проекта задачи, решаемые на первой стадии инновационного процесса, могут быть достаточно разнообразны. В частности, при разработке и освоении крупных инновационных проектов осуществляется системная интеграция результатов научно-технической деятельности, полученных в разное время другими коллективами, отладка и доработка как отдельных подсистем, так и технологий в целом. Исполнителями работ на данной стадии являются творческие коллективы учёных и инженерно-технических работников вузов, университетов, институтов, научно-технических центров.

### Фундаментальные исследования
В соответствии с логикой развития инновационного процесса появление нововведения начинается с генерации идеи нового продукта. Часто идеи рождаются в процессе проведения фундаментальных исследований.
Фундаментальные исследования — это экспериментальная или теоретическая деятельность, направленная на получение новых знаний об основных закономерностях строения, функционирования и развития человека, общества, окружающей среды. Цель фундаментальных исследований — раскрыть новые связи между явлениями, познать закономерности развития природы и общества относительно к их конкретному использованию. Фундаментальные исследования делятся на теоретические и поисковые.
Результаты теоретических исследований проявляются в научных открытиях, обосновании новых понятий и представлений, создании новых теорий. К поисковым относятся исследования, задачей которых является открытие новых принципов создания идеи и технологий. Завершаются поисковые фундаментальные исследования обоснованием и экспериментальной проверкой новых методов удовлетворения общественных потребностей. Все поисковые фундаментальные исследования проводятся как в академических учреждениях и вузах, так и в крупных научно-технических организациях промышленности только персоналом высокой научной квалификации. Приоритетное значение фундаментальной науки в развитии инновационных процессов определяется тем, что она выступает в качестве генератора идей, открывает пути в новые области знания. Финансирование фундаментальных исследований ведётся из государственного бюджета или в рамках государственных программ.

### Прикладные научные исследования
Прикладные научные исследования — это исследования, направленные преимущественно на применение новых знаний для достижения практических целей и решения конкретных задач, в том числе имеющих коммерческое значение. На данном этапе проверяется техническая осуществимость идеи, анализируются масштабы потребностей рынка, а также потенциальные возможности предприятия по разработке и производству нового продукта. Выполнение работ на данном этапе связано с высокой вероятностью получения отрицательных результатов, возникает риск потерь при вложении средств в проведение прикладных научных исследований. Финансирование прикладных научно-исследовательских работ ведётся, во-первых, из государственного бюджета, во-вторых, за счёт отдельных заказчиков в лице крупных промышленных фирм, акционерных обществ, коммерческих фондов и венчурных фирм.

### Опытно-конструкторские работы
Под опытно—конструкторскими работами понимается применение результатов прикладных исследований для создания образцов новой техники, материала, технологии. Опытно-конструкторские работы — это завершающая стадия научных исследований, переход от лабораторных условий и экспериментального производства к промышленному производству.
К опытно-конструкторским работам относятся:
- эскизно-техническое проектирование;
- выпуск рабочей проектно-конструкторской документации, в том числе чертежи на детали, сборочные соединения, изделие в целом;
- изготовление и испытание опытных образцов;
- разработка определённой конструкции инженерного объекта или технической системы;
- разработка идей и вариантов нового объекта;
- разработка технологических процессов;
- определение наименования продукта, товарного знака, маркировки, упаковки.

Основные научно-технические результаты опытно-конструкторских работ: прототип, промышленный образец, полезная модель, компьютерные программы, базы данных, научно-техническая документация. Опытно-конструкторские работы проводятся при финансовой поддержке из государственного бюджета или за счёт собственных средств предприятия-заказчика.

## Риски инновационного процесса
Реализация инновационного процесса на предприятии сопряжена с высоким риском. Под риском можно понимать вероятность потерь, возникающих при вложении организацией средств в производство новых товаров и услуг, в разработку новой техники и технологий, которые, возможно, не найдут ожидаемого спроса на рынке, а также при вложении средств в разработку управленческих инноваций, которые не принесут ожидаемого эффекта. 
1. риск ошибочного выбора инновационного проекта;
2. риск необеспечения инновационного проекта достаточным уровнем финансирования;
3. маркетинговые риски;
4. риски неисполнения хозяйственных договоров (контрактов);
5. риск усиления конкуренции;
6. риск недостаточного кадрового обеспечения;
7. риски, связанные с обеспечением прав собственности на инновационный проект.

## Жизненный цикл инновационного продукта
Практическая реализация результатов инновационной деятельности осуществляется на рыночной стадии, которая включает следующие этапы: внедрение на рынок, рост производства, замедление роста и спад объёмов продаж.

### Внедрение продукта на рынок
На данном этапе предприятие-изготовитель производит пробную партию продукта. Также фирма проводит маркетинговое исследование в виде зондирования рынка малыми партиями нового товара. Если зондирование рынка проходит успешно, начинается подготовка к широкомасштабному продвижению товара на рынок.
Подготовка ведётся по двум основным направлениям:
1. создание соответствующих мощностей для резкого увеличения объёмов производства. В этих целях проводится техническая подготовка производства и, в случае необходимости, осуществляется строительство новых производственных мощностей;
2. через маркетинговые подразделения проводится сильная рекламная кампания новшества и организуется сбытовая сеть.

Запуск товара в производство требует крупных инвестиций для реконструкции старых или строительства новых производственных мощностей, подготовки персонала, проведения рекламной кампании. На этом этапе инновационного процесса ещё не известна реакция рынка на нововведение, существуют риски отторжения предлагаемого товара. По этой причине инвестиции носят рисковый характер. По расчётам специалистов, финансирование работ, связанных с освоением масштабного производства новой продукции и последующим совершенствованием технологии, на этом этапе в 6-8 раз больше, чем расходы на исследования и разработки. Основным источником инвестиций являются собственные средства предприятий, которые они аккумулируют в специальных фондах, а также заёмные средства, в основном банковские кредиты.

### Рост объёмов производства
При отсутствии на рынке близких аналогов нового продукта цена на него может быть искусственно увеличена на какой-то отрезок времени, что позволит обеспечить предприятию сверхнормативную прибыль. На данном этапе инновационного процесса производство продукта расширяется. Происходит снижение текущих издержек производства, что способствует снижению цены. Прибыль от реализации товара нередко достигает пика. По некоторым оценкам, объём прибыли в этот период может составлять 50-70 % прибыли, получаемой за весь жизненный цикл товара.

### Замедление роста производства
Постепенно темпы роста производства снижаются. В издержках растёт доля затрат на рекламу и поддержку конкурентоспособности продукции. Осуществляется поиск новых рынков. Проводится разработка улучшенных модификаций продукта, совершенствуются технологические процессы.
В это время многие фирмы также пытаются обосноваться на новом рынке. Некоторые из них приобретают лицензию на производство нового продукта. Другие выпускают продукт, нарушая патентное законодательство. Третьи налаживают подпольный выпуск продукта, зачастую низкого качества, под товарной маркой разработчика. Наконец, четвёртые конкуренты выпускают аналогичные товары с более высоким техническим уровнем, используя возможные лазейки в патентном законодательстве.

### Спад объёмов продаж
Наступление данного этапа означает, что пришёл момент, когда рынок начинает перенасыщаться данным товаром. Происходит устойчивое падение объёмов продаж и снижение, возможно даже до нулевой отметки, размера получаемой прибыли. Спад происходит как из-за устаревания товара, так из-за изменений в технологии, смены вкусов и предпочтений потребителей, а также вследствие появления на рынке более совершенных товаров, предлагаемых конкурентами.

## Использованная литература
- Медынский В. Г. Инновационный менеджмент: Учебник. — М.: ИНФРА-М, 2008. — С. 168-173. ISBN 978-5-16-002226-0;
- Дурович А. П. Основы маркетинга: Учебное пособие. — М.: Новое знание, 2004. — С. 24-30. ISBN 5-94735-046-7